# Rue du Fauconnier
Rue du Fauconnier je ulice v Paříži v historické čtvrti Marais. Nachází se ve 4. obvodu.

## Poloha
Ulice vede od křižovatky s Quai des Célestins a končí na křižovatce s Rue Charlemagne.

## Historie
První písemná zmínka o ulici pochází z roku 1265, kdy si bekyně pořídily dům v Rue des Fauconniers. Název ulice (sokolnická) naznačuje, že zde byli vychováni sokoli pro lov. Ulice je citována v Le Dit des rues de Paris pod jménem Rue à Fauconniers. Další názvy byly Rue Fauconnière nebo Rue de Ragonni.
Ministerské rozhodnutí ze dne 31. července 1798 stanovilo šířku ulice na 7 metrů. Tato šířka byla podle královského nařízení ze dne 4. srpna 1838 zvětšena na 10 metrů. V 19. století byla Rue du Fauconnier dlouhá 108 metrů, začínala u Rue du Figuier a Rue des Barrés a končila u Rue des Prêtres-Saint-Paul. Vyhláškou ze dne 2. dubna 1868 byly Rue du Fauconnier a Rue de l'Étoile spojeny pod názvem Rue du Fauconnier.